# 熊谷太一郎
熊谷 太一郎（くまがい たいちろう、1933年6月7日 - 2019年6月21日）は、日本の経営者。熊谷組社長、会長を務めた。

## 来歴・人物
福井県福井市出身。1958年に早稲田大学第一理工学部土木工学科を卒業し、同年に熊谷組に入社。1968年に取締役に就任し、1970年11月に常務を経て、1972年11月に副社長に就任し、1978年12月には社長に昇格。1997年11月から2000年12月までに会長を務めた。
2019年6月21日に心不全のために死去。86歳没。